# Fyns Venstreblad
Fyns Venstreblad var en dansk avis, der blev udgivet på Fyn fra 1892 til 1958.
Avisen blev dannet som led i den splittelse, der fandt sted i Det forenede Venstre i 1890'erne. Den blev etableret af 350 aktionærer og udkom første gang 1. oktober 1892. Samme år blev Odense Venstreforening dannet. Ved Det Radikale Venstres dannelse blev foreningen det nye partis lokalforening, og samtidig fik avisen et tilhørsforhold til partiet. Oplaget var i 1910 steget fra 500 til 3.000, og under 1. verdenskrig havde avisen sin storhedstid med 17.000 eksemplarer på hverdage. Avisen mistede annoncer og abonnenter efter påskekrisen som følge af en boykot. Nedgangen fortsatte, og efter flere årtier med økonomiske vanskeligheder udkom avisen for sidste gang i 1958.

## Ekstern henvisning
- Digitaliserede udgaver af Dagens Nyheder i Mediestream
- Læs om Fyns Venstreblad i opslagsværket "De Danske Aviser" Arkiveret 5. marts 2020 hos  Wayback Machine